# (6371) Heinlein
(6371) Heinlein es un asteroide perteneciente al cinturón de asteroides descubierto el 15 de abril de 1985 por Edward Bowell desde la Estación Anderson Mesa (condado de Coconino, cerca de Flagstaff, Arizona, Estados Unidos).

## Designación y nombre
Designado provisionalmente como 1985 GS. Fue nombrado en honor a Dieter Heinlein (n. 1958). Heinlein, residente de Augsburgo, asumió en 1989 la dirección de la parte occidental de la red europea de cámaras de meteoros de todo el cielo, en colaboración con la red checa. Desde entonces, ha aumentado el alcance de la red para incluir estaciones de observación en toda Alemania, Austria y los países del Benelux. Heinlein es un entusiasta coleccionista de meteoritos y fósiles, y él y su esposa Gabriele son amigos del descubridor.

## Características orbitales
(6371) Heinlein está situado a una distancia media del Sol de 3,068 ua, pudiendo alejarse hasta 3,488 ua y acercarse hasta 2,648 ua. Su excentricidad es 0,137 y la inclinación orbital 15,624 grados. Emplea 1962,61 días en completar una órbita alrededor del Sol.
Los próximos acercamientos a la órbita de Júpiter ocurrirán el 15 de marzo de 2057, el 26 de marzo de 2116 y el 19 de septiembre de 2165.

## Características físicas
La magnitud absoluta de (6371) Heinlein es 12,06. Tiene 20,586 km de diámetro y su albedo se estima en 0,079.